# Pieter van Noordt
Pieter van Noordt est un peintre néerlandais de natures mortes, connu en particulier pour ses natures mortes de poissons.

## Biographie

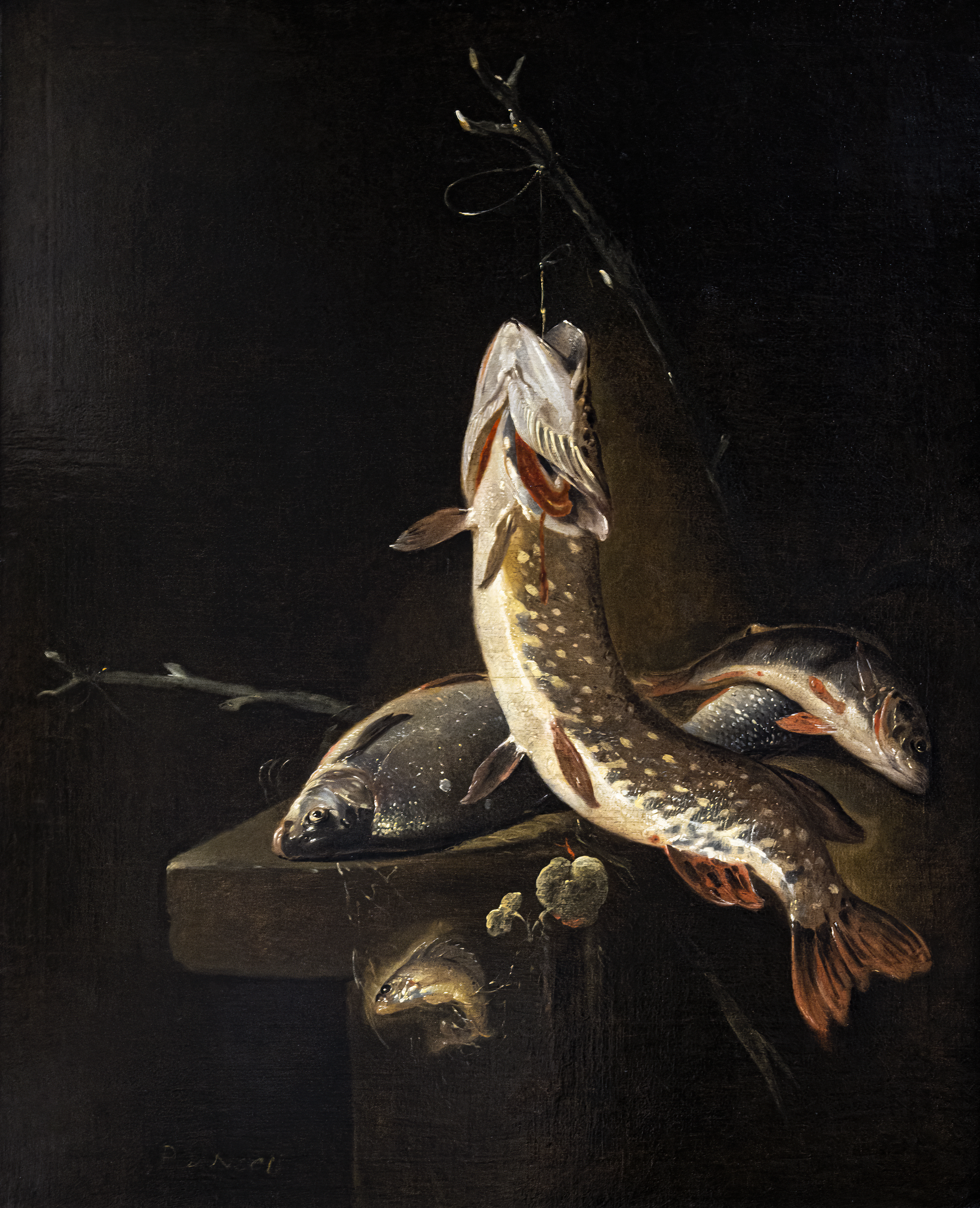
Nature morte aux poissons Musée des beaux-arts d'Agen

Fils de Derck Pietersz van Noort décédé à Leyde en 1624 et de Soetgen Dircxdr. Assimilé à tort à un fils du peintre de Leyde Pieter van Noort (vers 1592 - après 1634) et donc appelé parfois Pieter Pietersz van Noort.
Il devient membre de la Guilde de Saint-Luc à Leyde en 1648, (Willigen / Meijer 2003, p.151).
Il quitte la ville en 1652 et épousa à Zwolle, Adriana van Grotelande, fille d'un notaire de Leyde qui réside à Rotterdam. Ils ont cinq enfants. (Streng / Van Dijk 1997). Le couple vit à Sassenstraat, où la famille Ter Borch et Hendrick ten Oever vivent également au XVIIe siècle.

## Œuvres
- Pêcheur avec du poisson dans son filet, 1631, huile sur toile, 142 × 187 cm, Musée national de Varsovie[1]
- Nature morte avec du poisson, huile sur toile, 66 × 79 cm, Rijksmuseum, AmsterdamPoisson, Rijksmuseum
- Nature morte aux poissons, huile sur toile, 90 × 75 cm, Musée des beaux-arts d'Agen[2]